# Спиновый эффект Холла
Спи́новый эффе́кт Хо́лла — эффект отклонения электронов с антипараллельными спинами к противоположным сторонам немагнитного проводника при отсутствии внешнего магнитного поля . Теоретически он был предсказан М. И. Дьяконовым и В. И. Перелем в 1971 году.
Различают внешний и внутренний спиновые эффекты Холла. Внешний спиновый эффект Холла наблюдается в парамагнетиках и легированных полупроводниках. В них электроны с одним направлением спина рассеиваются в одну сторону перпендикулярно электрическому полю, а с противоположным направлением спина — в другую подобно как происходит при аномальном эффекте Холла. То есть основную роль играет спин-зависимое рассеяние на полях примесей. Внутренний спиновый эффект был предсказан С. Мураками и др. в 2003 году и, независимо, Синовой в 2004 году, рассматривавших движение дырок и двумерного электронного газа в полупроводниках. Для внутреннего спинового эффекта отклонение носителей тока с противоположными направлениями тока происходит из-за спин-орбитального взаимодействия типа Рашбы.
Наблюдать эффект на практике можно при инжекции спин-поляризированного тока из ферромагнетика в немагнитный металл.
Феноменологические уравнения для спинового и зарядового токов, описывающие спиновый эффект Холла и обратный спиновый эффект Холла, были впервые получены Дьяконовым и Перелем в работах . В работах  была построена квантовая теория электронного спинового транспорта, пригодная для описания гальваномагнитных эффектов, возникающих из-за спин-орбитального рассеяния электронов проводимости на дефектах кристаллической решётки. Построенная в 
 теория может быть использована при изучении аномального эффект Холла, внешнего спинового эффекта Холла и внешнего обратного спинового эффекта Холла.